# 上河内町
上河内町（かみかわちまち）は、栃木県中央部に位置し、河内郡に属していた町。2007年3月31日に河内町とともに宇都宮市へ編入された。
羽黒山、梵天の湯などが有名。

## 地理
- 山：羽黒山、矢倉山
- 河川：鬼怒川、西鬼怒川、山田川

## 歴史

### 沿革
- 1889年（明治22年）4月1日 - 町村制施行に伴い河内郡羽黒村（はぐろむら）、絹島村（きぬしまむら）が成立。
  - この2村は江戸時代から一体的な地域を形成していたが、享保8年（1723年）の五十里洪水をきっかけに西鬼怒川が鬼怒川本流のように変化して沿岸の田畑に甚大な被害を与えたことから、西鬼怒川をはさんだ東西両岸で対立が生じ、東西で別々に村制を敷くこととなった[1]。
- 1955年（昭和30年）4月1日 - 羽黒村、絹島村が合併し、上河内村となる。
- 1994年（平成6年）7月1日 - 町制施行、上河内町となる。
- 1995年（平成7年）6月1日 - 河内郡河内町と境界変更。
- 2001年（平成13年）7月1日 - 今市市と境界変更。同日、河内郡河内町とも境界変更。
- 2004年（平成16年）7月1日 - 上河内町、町制施行10周年を迎える。
- 2006年（平成18年）2月1日 - 河内郡河内町と境界変更。
- 2007年（平成19年）3月31日 - 宇都宮市へ河内町とともに編入合併。

## 行政
- 上河内町（村）長

| 代 | 氏名       | 就任                      | 退任                      | 備考 |
| -- | ---------- | ------------------------- | ------------------------- | ---- |
| 1  | 花塚録一   | 1955年（昭和30年）4月30日 | 1959年（昭和34年）4月29日 |      |
| 2  | 市塙傳一   | 1959年（昭和34年）4月30日 | 1963年（昭和38年）4月29日 |      |
| 3  | 杉山壯雄   | 1963年（昭和38年）4月30日 | 1967年（昭和42年）4月29日 |      |
| 4  | 手塚裕司   | 1967年（昭和42年）4月30日 | 1971年（昭和46年）4月29日 |      |
| 5  | 手塚裕司   | 1971年（昭和46年）4月30日 | 1975年（昭和50年）4月29日 |      |
| 6  | 小林彌一郎 | 1975年（昭和50年）4月30日 | 1979年（昭和54年）4月29日 |      |
| 7  | 小林彌一郎 | 1979年（昭和54年）4月30日 | 1983年（昭和58年）4月29日 |      |
| 8  | 小林彌一郎 | 1983年（昭和58年）4月30日 | 1987年（昭和62年）4月29日 |      |
| 9  | 花塚菊徳   | 1987年（昭和62年）4月30日 | 1991年（平成3年）4月29日  |      |
| 10 | 花塚菊徳   | 1991年（平成3年）4月30日  | 1995年（平成7年）4月29日  |      |
| 11 | 花塚菊徳   | 1995年（平成7年）4月30日  | 1999年（平成11年）4月29日 |      |
| 12 | 手塚順一   | 1999年（平成11年）4月30日 | 2003年（平成15年）4月29日 |      |
| 13 | 手塚順一   | 2003年（平成15年）4月30日 | 2007年（平成19年）3月30日 |      |

出典:『上河内町史 続編』, p. 38

## 地域
- 県の機関：栃木県消防学校

### 教育
- 栃木県防災館

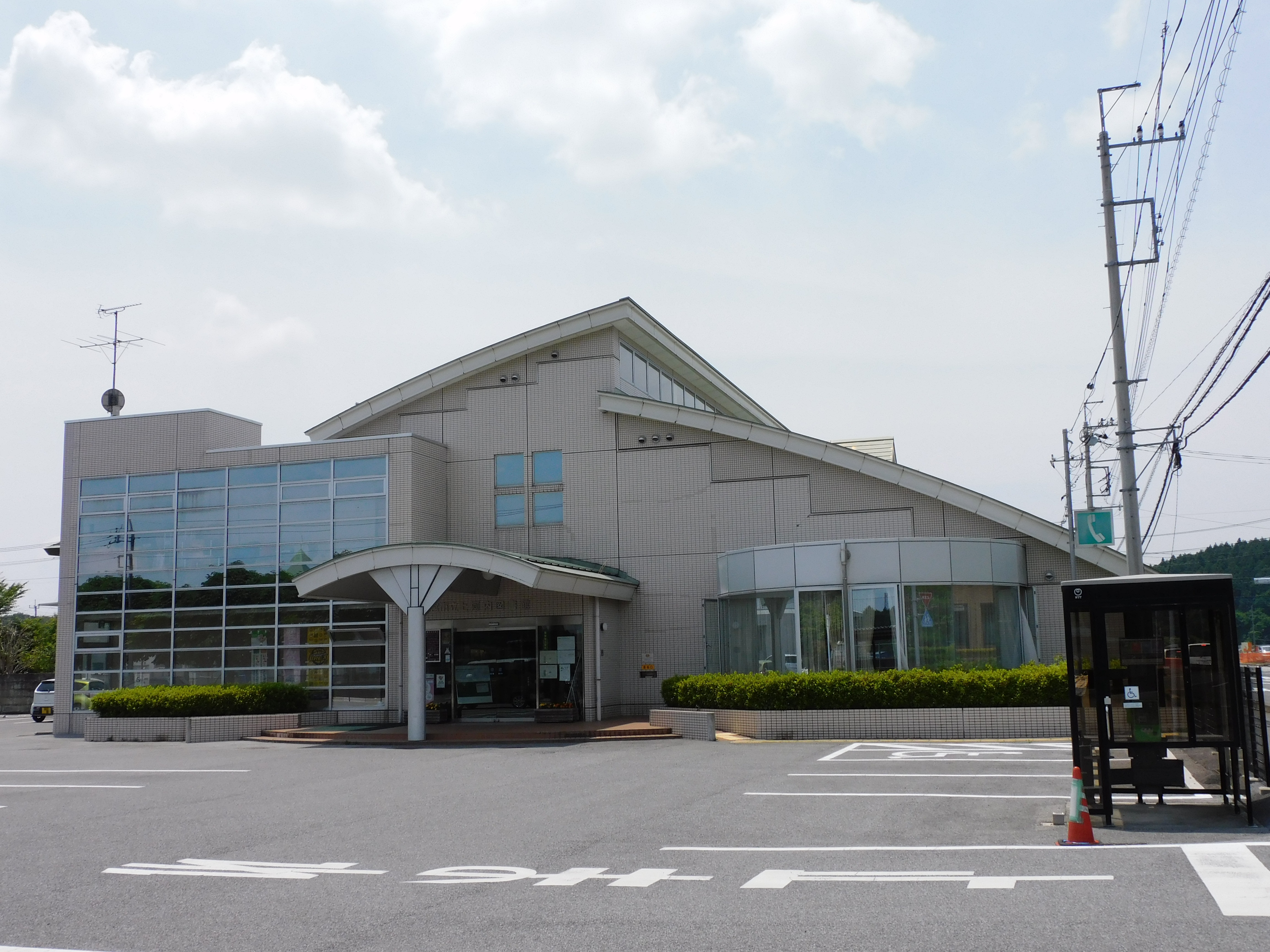
旧上河内町立図書館

- 上河内町郷土文化保存伝習施設（上河内民俗資料館）
- 上河内町立図書館（宇都宮市立上河内図書館）
- 栃木県立宇都宮農業高等学校上河内分校（1990年閉校）
- 上河内町立上河内中学校（宇都宮市立上河内中学校）
- 上河内町立中央小学校（宇都宮市立上河内中央小学校）
- 上河内町立西小学校（宇都宮市立上河内西小学校）
- 上河内町立東小学校（宇都宮市立上河内東小学校）

## 交通

### 道路
- 高速道路
  - 東北自動車道：上河内サービスエリア（スマートIC併設）
- 一般国道
  - 国道293号
- 県道
  - 栃木県道63号藤原宇都宮線
  - 栃木県道159号小林逆面線
  - 栃木県道239号河内上河内線

### バス
- 関東自動車
  - 駒生営業所 - 作新学院 - 東武駅前 - JR宇都宮駅 - 田原 - 中里原車庫 - 今里 - 羽黒山入口 - 大宮 - 原荻の目 - 玉生車庫

※中里原起終点便、とちぎ健康の森（駒生営業所近く）経由便あり
- 町営バス「ユッピ－号」（関東自動車が受託運行）
  - 地域交流館（梵天の湯）→松風台→山田→謡辻→逆木→山田→松風台→地域交流館
  - 地域交流館〜下小倉〜氏家駅西口
  - 地域交流館〜下ヶ橋〜河内役場
  - 地域交流館→東ノ内→上小倉中組→逆木→今里→地域交流館
  - 地域交流館→冬室→高松→西芦沼→地域交流館

※いずれも上河内役場経由
他

## 名所・旧跡・観光スポット・祭事・催事
- 上河内温泉（地域交流館　ほたるの里梵天の湯）
- 羽黒山神社
- 梵天祭り
- 天下一関白神獅子舞